# Волосся ангела
Волосся ангела — павутиноподібна легка драглиста маса, появу якої пов'язують з активністю НЛО. В руках «волосся» тане або перетворюються на грудочки. В американській уфології ця речовина відома під назвою «волосся ангела», італійці її називають «кремнієвою ватою», а французи називають напівпрозорі волокна, що падають з неба «подарунком Мадонни».
За даними, наведеними в книзі Ф. Ю. Зігеля «Спостереження НЛО в Радянському Союзі», коли з'являється «волосся ангела», воно вкриває землю щільним шаром, але за кілька годин зникає без сліду, перетворюючись на безформну драглисту масу, що швидко випаровується. Якщо торкнутись до неї руками, обертається на грудочки радіоактивного слизу.

## Опис очевидців
Перші згадки про «волосся ангела» належать до 1898 року, коли подібна літаюча павутина випала на місто Монтгомері в США. Жителі міста бачили падіння з неба речовини, що «нагадувала павутину». Нитки були схожі на тонкі волокна азбесту та злегка фосфоресцували.
Уфологи вперше заговорили про таке явище 1954 року.
10 лютого 1978 року поблизу міста Оамару на узбережжі Нової Зеландії липкі нитки падали згори впродовж двох годин. Вони були «значно тоншими за павутину», але тим не менше, виразно спостерігались у променях сонця на тлі ясного блакитного неба. Деякі нитки спочатку виглядали, як клубки розміром з тенісний м'ячик, повільно розмотуючись у повітрі. Інші волокна дрейфували цілими скупченнями, що нагадувало шлейф від літака.
«На уроці фізкультури ми спостерігали НЛО, — написав 1990 року севастопольський школяр Артем Урфіс. — Це були кулі… Вони летіли у повітрі з великою швидкістю, скидаючи білу липку „павутину“, яка, лишень її брали в руки, танула». Кулі та «павутину» бачили 24 школяра та вчитель фізкультури.
У серпні 1998 року британська уфологічна організація після спостереження невпізнаних літаючих об'єктів на півночі Уельсу відзначила, що на землю випала загадкова «павутина». 60-річна Юніс Стенфілд з невісткою Дорін Мозелік перед тим побачили «приблизно двадцять сріблястих речовин в небі».

### Свідки під час футбольного матчу у Флоренції
27 жовтня 2012 року двоє друзів — Дженнаро Лючетта і П'єтро Ластруччі стояли на терасі готелю на площі Святого Марка у Венеції та побачили, як у небі летять два «диски, що світяться», вони залишали за собою вогнянно-білий слід. Обидва об'єкти летіли з величезною швидкістю на невеликій відстані один від одного. Потім об'єкт, що летів позаду, піднявся на ту ж висоту, що й ведучий, та, розвернувшись, НЛО зникло в напрямку Флоренції.
За кілька хвилин сталась дивовижна перерва у футбольному матчі на стадіоні у Флоренції. 10000 здивованих глядачів, гравці та судді встали і пильно дивилися на два об'єкти, що пролітали над стадіоном. За дев'ять хвилин — з 15.20 до 15.29 — ця пара тричі пролітала над містом. Після «візиту прибульців» на стадіон — і на всю Флоренцію — повільно спустилися липкі, драглисті волокна, відомі як «волосся ангела». Вони падали на землю та швидко випаровувалися.
«Було 15:27, коли вони з'явилися над стадіоном, один за одним, — згадував один із футболістів. — Летіли не надто швидко, а потім зависли над центром поля». Ромулус Тучі, капітан гостьової команди, говорив, що бачив «щось на кшталт кілець у висоті, на відстані», а потім «хмару туману». Його товариш по команді Роналдо Ломі «чув гучний вибух», після якого все і припинилося.

## Припущення вчених
Студент Альфреда Якопоцці зумів зібрати кілька волокон з футбольного поля у Флоренції в герметичну стерильну пробірку. Невдовзі пробірка потрапила до директора Інституту хімічного аналізу Флорентійського університету професора Джованні Каннера. Його колега, професор Данило Гоцці, зробив аналізи загадкової речовини та заявив: «Це волокнистий матеріал, який має значний опір на розтягування та скручування. Зазнаючи впливу тепла, він тьмяніє й випаровується, залишаючи танучий прозорий осад. Аналіз осаду показав вміст у ньому бору, кремнію, кальцію та магнію. Гіпотетично, та речовина могла бути чимось типу боро — кремнієвого скла».
Американський уфолог Чарлз Мені припустив, що так зване «волосся янгола» це «надлишки матеріалізованої енергії НЛО». Випаровуючись, волокна «повертаються назад у свій вимір чи інший простір — часовий континуум». На думку іншого уфолога, англійця Брінзлі Ле-Поера Тренча, «волосся» — це щось на зразок ектоплазми, що виділяється на спіритичних сеансах.
1967 року радянський популяризатор науки Б. В. Ляпунов отримав з Нової Зеландії зразки «волосся ангела» у запечатаній пробірці. Загадкова речовина об'ємом менше однієї десятої кубічного сантиметра була всебічно вивчена. Фізик-радіометрист Л. В. Кириченко дійшов висновку, що дана речовина «є тонковолокнистою речовиною з окремими волокнами завтовшки менше 0,1 мікрона. Основна маса волокон заплутана в грудки чи окремі „нитки“ завтовшки 20 мікрон. Волокна білого кольору, напівпрозорі. Проаналізований матеріал не має аналогів серед будь-яких відомих матеріалів». Академік І. В. Петрянов-Соколов, підбиваючи підсумки дослідження, заявив: «Проба становить інтерес як дуже тонковолокниста речовина і навряд чи є природною сполукою». На жаль, під час дослідження всю масу унікальної речовини витратили.
Мас-спектрометричний аналіз (зі схожими результатами) зразків, знайдених у Криму та Волгоградській області, проводив В. Чернобров у 1990—1996 роках. У знайдених волосках, товщина яких була в 1,5 рази тонша за звичайне людське волосся, виявилися такі матеріали: платина, бісмут, вольфрам, молібден, технецій, реній, паладій, прометій, гадоліній, європій, барій, тербій, гольмій, тантал та інші речовини.
За гіпотезою А. Ільїна, високотехнологічне волосся ідеально підходять для використання, як робоче тіло, в надмалих твердотільних лазерах (оскільки випалого волосся нараховується багато тисяч, можна зробити висновок, що на НЛО знаходяться сотні тисяч лазерів, необхідних, наприклад, для створення ефекту оптичної невидимості).
Один з останніх зафіксованих випадків появи «волосся» стався навесні 1998 року в селі Чауси Калузької області, Росія. Однак, до того, як представники «Космопошуку» потрапили до села (інформація про знахідку дійшла за пів місяця, експедицію відрядили наступного дня), всі зразки встигли зникнути.
Багато тих, хто мав справу з цим явищем, спостерігав його або намагався зловити волокна, після контакту з речовиною відзначали у себе погіршення здоров'я, загострення хронічних захворювань. Цікава з цього приводу версія Н. Субботіна. Він відзначає, що дослідження, які проводилися з нитками, відображають наявність у них таких біологічних агентів, як Pseudomonas Fluorescens, Streptomyces і рідкісного ферменту, використовуваного для створення вірусів. Один з вірусологів, за словами Суботіна, навіть знайшов у волокнах рідкісний вірус грипу V2, який зазвичай можна знайти тільки в лабораторії. У директора Російської уфологічної Станції з'явилась своя думка з приводу, сучасного випадання «волосся ангела» — це експерименти над населенням, що проводяться секретними службами.